# 鷺鶴屬
鷺鶴屬（学名：Rhynochetos）是鹭鹤科下的一个属。

## 下属物种
本属包括以下物种：
- 鹭鹤 Rhynochetos jubatus J.Verreaux & Des Murs, 1860
- Rhynochetos orarius Balouet & Olson, 1989